# 陆兆禧
陆兆禧（1969年—），出生于广东省广州市，中国企业家。现任阿里巴巴集團董事局副主席 。

## 生平
1988年從廣東實驗中學畢業，大學就讀廣州大學酒店管理，畢業後在廣州假日酒店工作六年。1997年，陸兆禧和幾個朋友合夥成立了壹家網絡通訊公司，主要經營互聯網長途電話業務。2000年，陸兆禧的公司被阿里巴巴集團收購，陸兆禧進入阿里巴巴工作，曾負責過集團內所有主要業務。2013年，馬雲卸下阿里巴巴集團首席執行官職務，交由陸兆禧負責。2014年，收购UC 30%股份，成立神马集团。
2015年，阿里巴巴集團委任張勇接任阿里巴巴集團首席執行官職務，任命於2015年5月10日生效。陸兆禧繼續留任董事會，擔任董事會副主席。
2016年8月22日，阿里巴巴集團發佈公告稱，螞蟻金服集團總裁井贤栋将接替陆兆禧出任董事，自9月1日起生效。這條信息被外界視爲陸兆禧退休的信息。